# Ferdinand Colson
Ferdinand Colson (Herstal, 6 december 1781 – Gent, 13 juni 1851) was een militair chirurg. Hij was actief in de legers van Napoleon Bonaparte. Nadien werkte hij in militaire hospitalen van het Verenigd Koninkrijk der Nederlanden en België.

## Levensloop

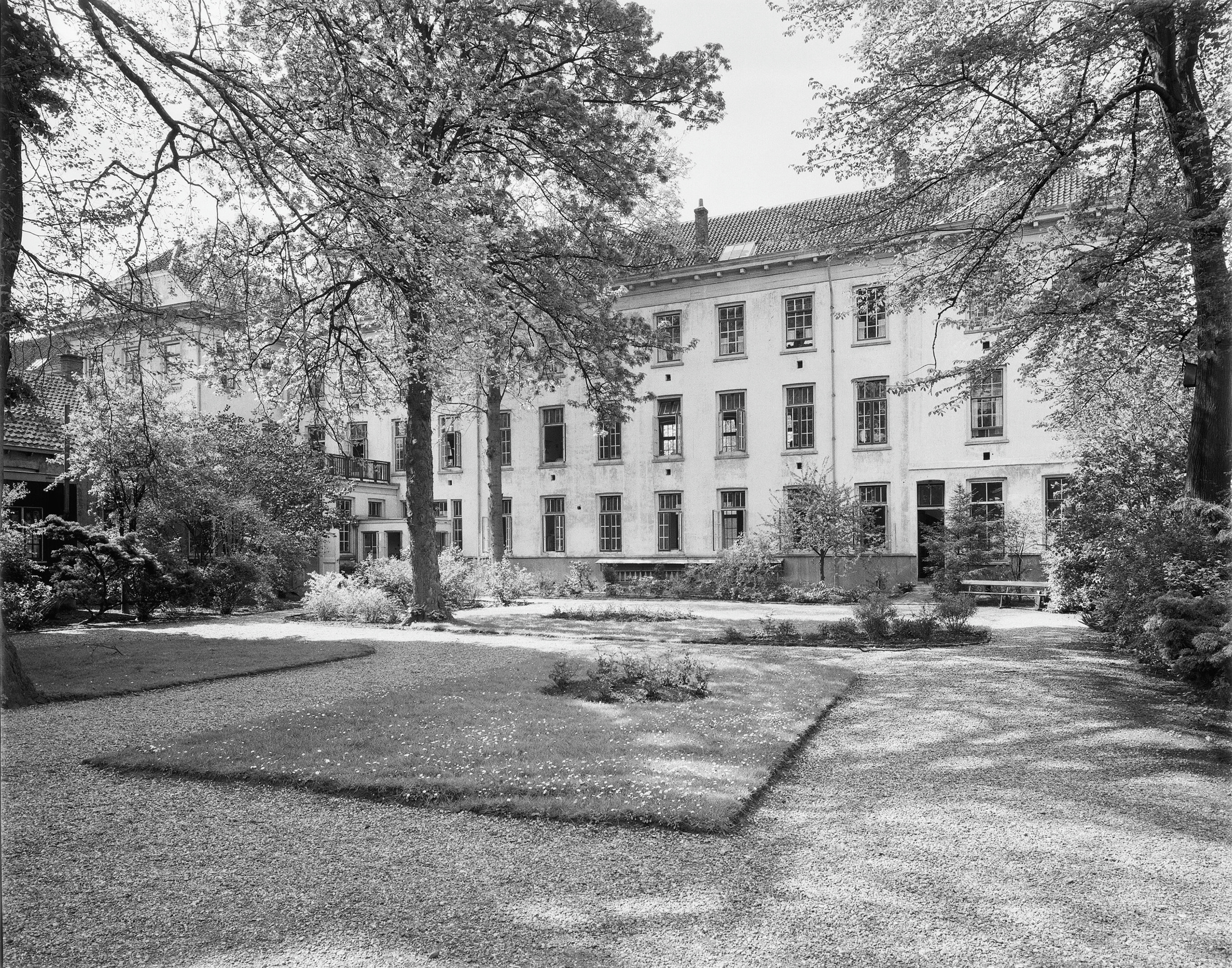
Militair hospitaal van Utrecht

Colson groeide op in Herstal, in het prinsbisdom Luik. Hij studeerde geneeskunde in Parijs en keerde terug naar Luik. Van 1810-1812 was hij werkzaam in het militair hospitaal van Luik (Franse Nederlanden). Daarna trok hij met de Grande Armée van Napoleon naar Rusland en Saksen. Na de Slag bij Waterloo (1815) eindigde het Frans bestuur in de Nederlanden.
Colson ging als arts in militaire dienst van het Verenigd Koninkrijk der Nederlanden. Zo gaf hij les in het militair hospitaal van Leuven (1816-1822) en van Utrecht (1822-1830). In het militair hospitaal van Utrecht gaf hij les in fysiologie en pathologie. In deze periode publiceerde hij medische artikels, onder meer over vaatletsels (1825) en oogletsels (1830).
In 1830 werkte Colson in het militair hospitaal van Ekkergem, in Gent. In het Belgisch leger, dat ontstond na de Belgische Revolutie van 1830, werd Colson hoofdarts van de 1e divisie.  Als militair hoofdarts werkte hij voornamelijk in Gent.
Colson stichtte in Gent de 1ste vereniging van Gentse artsen. Hij werd er voorzitter van en lanceerde een medisch blad voor Gent. Uit deze periode is een artikel van hem bekend over behandeling van koorts. Hij stierf in 1851.